# ジョン・ブリッテン

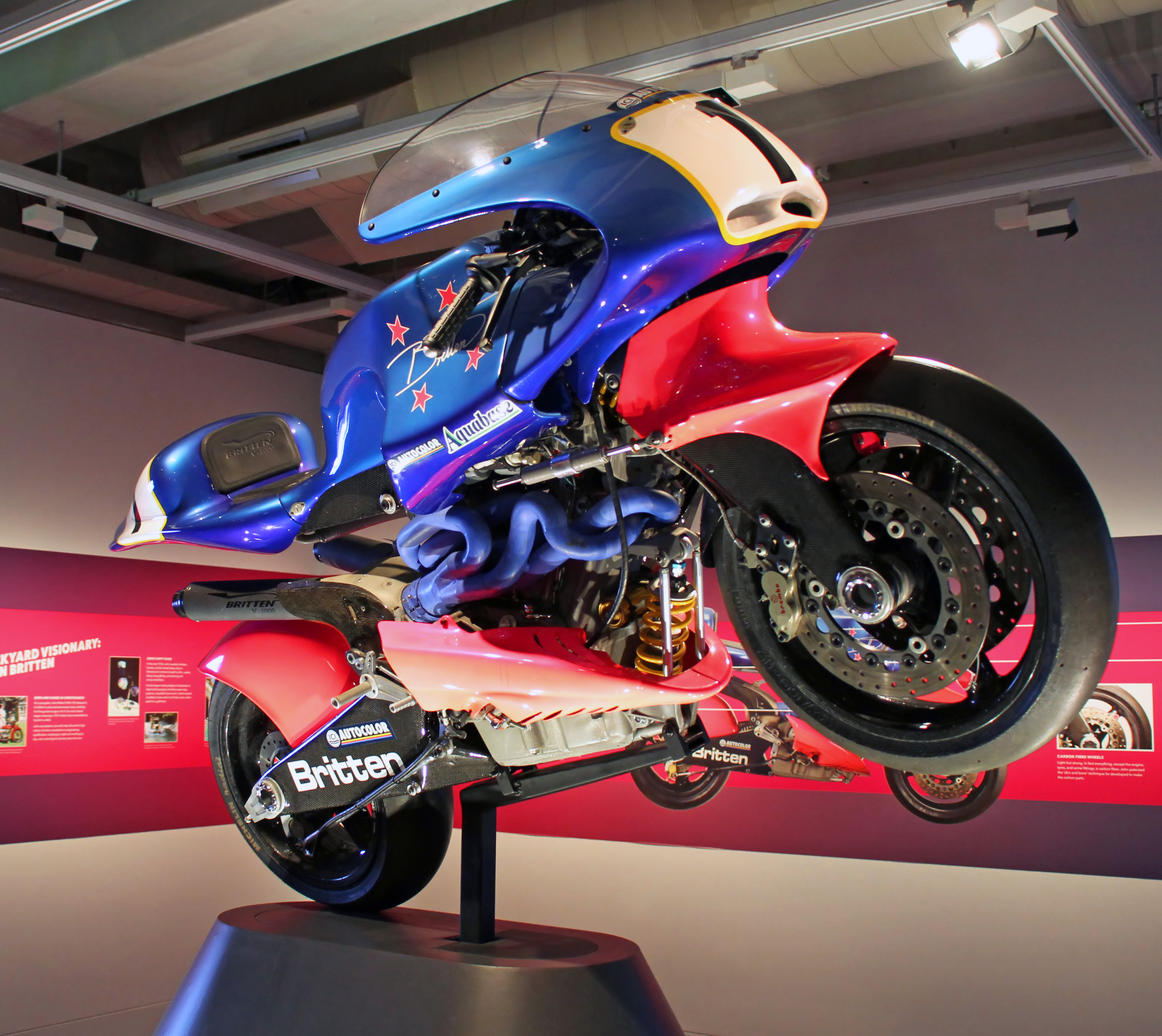
ジョン・ブリッテン作のBritten V1000

ジョン・ケントン・ブリッテン（John Kenton Britten, 1950年8月1日 – 1995年9月5日）は、ニュージーランド出身の機械エンジニア、オートバイ設計者である。同世代の設計に先んじた革新的な特徴を持ち世界記録を保持した。

## 生涯
ジョン・ブリッテンは、クライストチャーチにてブルース・ブリッテンとルヴァエ・ブリッテンとの間に双子の長男として誕生した。彼は深夜12時の10分前に、彼の双子の妹マーガレットは12時ちょうどに誕生したため、異なる誕生日を持つ双子として生まれた。生まれた時から、彼の運命は「(普通とは)違う」ように見えた。成長の過程においても、彼は難読症であったため、学校教育の中で彼へ質問を行うにはそれを口述せねばならず、また彼の回答は筆記者が記録しなければならなかったが、それは彼が非凡なエンジニア・設計者となることの障害とはならなかった。
彼の子供時代のヒーローは、著名なニュージーランド人であるリチャード・ピアース (飛行機の発明者)、ビル・ハミルトン (ジェットボートの父)、ブルース・マクラーレン (F1チーム・マクラーレンのチャンピオンドライバーであり、またその設立者)、バート・マンロー (オートバイの速度世界記録保持者で、映画「世界最速のインディアン」の題材) であった。彼の短い生涯において、ブリッテンは彼にとっての全てのヒーロー達と比較しても高く評価されている。
ジョンは、ICIの製図実習生となる前に、鋳型設計、模式図の設計、金属旋盤、様々な機械工学上の設計を含む広範囲の作業経験を与えることになった、夜間学校での4年間の機械技師課程を修了している。
ジョンは、Sir Alexander Gibb & Partnersと4ヶ月の間作業に取り組んだM1-M4での高速道路設計でイギリスを旅した。
ニュージーランドに帰国した彼は、オフロード用機材と大型機械を設計するRowe Engineeringの設計技師となった。1976年には、彼はガラスの窯を造り美術品の設計と手製のガラス照明を製造する事業に乗り出し、後に資産管理事業と建設事業を加えた。
ジョンはオートバイの設計を数年間かけて行い、複合材料と高効率なエンジン設計を革新的な方法を用いて開発した。彼はブリッテン・モーターサイクル・カンパニーを、彼が設計した軽量素材と彼が作り上げたエンジンを使った革新的なマシンを世に送り出すために1992年に立ち上げ、会社は世界的に有名になった。
彼のオートバイは多くのレースに勝ち、国際的なサーキットで多くの速度記録を打ち立て、1991年にはアメリカのデイトナで行われたBattle of the Twinsにて、数あるファクトリーマシンに抗して注目に値する2位、3位となり、オートバイ業界を驚かせた。
彼の先進的なオートバイの一台は、ウェリントンにあるニュージーランドの博物館テ・パパ・トンガレワにて常時展示されている。しかしながら、展示されているオートバイがレースに出場した本物のマシンか、または予備の部品で組み上げられたものであるかは議論が分かれる。
ジョンが、皮膚癌に伴う短い闘病の後に45歳で亡くなった1995年は、ニュージーランドは悲しみに包まれた。

## オートバイ
Britten V1000およびBritten V1100は、12台しか製作されなかった希少なマシンである。
| 注目すべき点 - - フロントサスペンションフォークとホイールのリムを含む、カーボンファイバー製筐体 - 手で鋳造された、1つのヘッド毎に4つバルブをもつ合金製エンジン - ストレスメンバとして働く、フレームの存在しない胴体 - シート下にあるラジエータ - カーボンファイバーによる留め具(筐体と結合している) - エンジン前方にある、リアサスペンションのショックユニット - エンジンデータの記録 | ブリッテン製でない構成要素 - - タイヤ - シリンダーライナー - ギアボックス(ヤマハ製) - サスペンションのショックユニット |